# Aloha
Pour les articles homonymes, voir Aloha (homonymie).
Aloha signifie en hawaïen  : bonjour, bienvenue, au revoir, affection, amour, compassion, pitié, ainsi que d’autres sentiments et nuances apparentés. Ce terme est constitué des mots hawaïens alo, qui représente la proximité avec l'autre, le partage et la rencontre, et ha (que l'on retrouve dans Hawaii) : la respiration, le souffle de vie. Littéralement, aloha exprime l'action de partager son souffle de vie. Il est particulièrement en usage à Hawaii comme salutation signifiant aussi bien bonjour qu’au revoir. Des variations se produisent dans la salutation selon les circonstances où elle est donnée :  aloha kakahiaka signifie « bonjour » (ou littéralement « bon matin ») ;  aloha auinala (« bon après-midi ») ; aloha ahiahi (« bonsoir ») ; Aloha kakou est une forme répandue signifiant « bienvenue à tous ».

## L’esprit Aloha
Au cours des décennies, le terme aloha a été utilisé pour référer à un état d’esprit complexe, appelé l’esprit Aloha ou le sens d’aloha.
L’esprit Aloha est décrit comme un sens d’hospitalité et de souci d’autrui ainsi que de respect pour leur personne et personnalité, même en cas d’événements, situations ou individus stressants. Il est si présent dans les mentalités qu’il a donné à l’État d’Hawaii son surnom officiel de « Aloha State » littéralement État (ou état) d’Aloha.
Également inspirés par l’esprit Aloha, les noms du stade Aloha à Honolulu, dans la banlieue de Salt Lake, de la compagnie Aloha Airlines, ainsi que de la  Tour Aloha au port de Honolulu ou encore la série télévisée Terrace House: Aloha State.

## Tendances
Il est de tendance récente de populariser ce terme ailleurs aux États-Unis. Bette Midler, étoile de Broadway, actrice à Hollywood et native d’Honolulu, utilise fréquemment la salutation lors d’apparitions nationales. Le mot était également fréquemment utilisé dans la série télévisée Hawaï police d'État.
Aloha ʻOe est une chanson écrite et composée en 1878 par la reine Liliʻuokalani et reprise par Elvis Presley.
En 1969, Boby Lapointe, friand de jeux de mots, utilise le terme Aloha pour introduire le refrain de sa chanson aux accents exotiques La peinture à l'huile, qu'il prononce d'ailleurs « peinture hawaïle ».